# Palm Beach Gardens
Palm Beach Gardens è un comune degli Stati Uniti d'America situato nella parte settentrionale della Contea di Palm Beach dello stato della Florida.
Secondo le previsioni del 2011, la città ha una popolazione di 48.452 abitanti su una superficie di 143,3 km².